# Carlos Tabernero
Carlos Tabernero Holgado és doctor en biologia i actualment (2015) professor d'Història de la ciència al Centre d'Història de la Ciència (CEHIC) de la Universitat Autònoma de Barcelona (UAB). Anteriorment, ha treballat com a biòleg molecular al National Cancer Institute dels Estats Units i com a investigador sobre comunicació i tecnologia a la UOC. La seva recerca i docència se centren en els mitjans de comunicació (sobretot el cinema i la televisió) i els processos de popularització i comunicació de la ciència, la medicina i la tecnologia en el segle xx. En tots aquests àmbits, ha participat en diversos projectes de recerca nacionals i internacionals, ha coordinat cicles i escoles de cinema, televisió, ciència i medicina dins i fora d'Espanya, ha publicat nombrosos articles en revistes de recerca i capítols de llibre, i està preparant dos nous llibres sobre cinema i ciència.